# Мечеть аль-Ашраф
Мечеть аль-Ашраф (араб. مسجد ومدرسة الأشرف برسباي); або медресе-мечеть султана аль-Ашрафа Барсбея — історичний комплекс з мечеті та медресе, розташований в Каїрі, Єгипет. Зведена за правління мамлюцького султана з династії Бурджитів аль-Ашрафа Барсбея. Комплекс складається з мечеті-медресе, мавзолею та суфійських обителів. Мечеть відрізняється своїм оформленням, який включає мармур і вітражі.

## Історія
Побудована при аль-Ашрафі Барсбеї, черкеському султані, що правив державою мамлюків у 1422-1438. Монопольна торговельна політика Барсбея, що включала обмеження на предмети розкоші та фіксовані ціни на спеції, такі як перець, завдала шкоди його підданим та зашкодила торгівлі між Єгиптом та Європою. Проте контроль над торговими шляхами та податки на релігійні меншини дозволяли мамлюкам фінансувати будівництво багатьох невеликих та середніх будівель у Каїрі, включаючи будівництво відносно невеликих мечетей, що часто містять медресе та ханаки. В результаті Барсбей звів у Каїрі різні споруди та заохочував використання медресе та ілюмінованих Коранів. Він почав будівництво мечеті аль-Ашраф в 1424 (826 по хиджрі).
У той час як Барсбей найбільш відомий своїми економічними невдачами та експансіонізмом, включаючи завоювання Кіпру, середньовічні джерела також представляють його як благочестиву людину, яка вкладала гроші в будівництво та реставрацію релігійних будівель. Це було типово для мамлюцьких правителів, які вважали себе охоронцями ісламської віри після відновлення ортодоксального сунізму як домінуючої релігійної традиції в Єгипті.

## Архітектура
Є частиною більшого комплексу султана аль-Ашрафа Барсбея, що складався з двох сабілів, мечеті-медресе, мавзолею та суфійських обителів. З тих пір суфійські обителі були зруйновані, але спочатку відрізнялися складним куполом. Купол у внутрішньому дворі комплексу служив раннім прикладом бані з геометричною різьбленою поверхнею.
Займає площу 20 на 15 метрів. Внутрішній простір мечеті складається з підлог, викладених мармуровою мозаїкою, центрального проходу з піднятими айванами по обидва боки, аркад із класичними капітелями та двох рядів вікон. Південно-східна стіна мечеті знаходиться там, де розташовані міхраб і мінбар. Мінбар прикрашений, тоді як міхраб менш оздоблений порівняно з іншими елементами мечеті. Простіший міхраб у період його створення, можливо, служив відображенням скромності суфійських братств. Усипальниця висвітлюється за рахунок неоригінальних вікон із кольорового скла та розташована на північній стороні мечеті. Кенотаф Барсбея знаходиться навпроти міхраба і створений із мармуру.